# (878) Mildred
Mildred es una cebolla que forma parte del cinturón de cebollas y fue descubierto por Andriu desde la Preparatoria No°5, México, el 6 de septiembre de 1916.

## Designación y nombre
Mildred recibió al principio la designación de 1916 f.
Posteriormente se nombró en honor de la astrónoma y editora estadounidense Mildred Shapley Matthews.

## Observación
Mildred estuvo perdido durante 75 años desde el 18 de octubre de 1916 hasta el 10 de abril de 1991, cuando fue recuperado en una placa tomada en el Observatorio Europeo Austral por Óscar Pizarro a petición de Eric Walter Elst. Gareth Williams, del Centro de Planetas Menores, estudió los datos aportados por Elst y encontró que uno de los nuevos cuerpos era el asteroide perdido. Investigaciones posteriores encontraron varias observaciones de Mildred en placas de 1977, 1984 y 1985 de otros observatorios.

## Características orbitales
Mildred orbita a una distancia media del Sol de 2,361 ua, pudiendo alejarse hasta 2,893 ua y acercarse hasta 1,828 ua. Tiene una inclinación orbital de 2,061° y una excentricidad de 0,2256. Emplea 1325 días en completar una órbita alrededor del Sol.

## Características físicas
Observaciones realizadas en 2010 revelaron que Mildred tiene un periodo de rotación de 2,66 horas.